# Тулум (муниципалитет)
Тулу́м (исп. Tulum) — муниципалитет в Мексике, штат Кинтана-Роо, с административным центром в одноимённом городе. Численность населения, по данным переписи 2020 года, составила 46 721 человек.

## Общие сведения
Название муниципалитета было заимствовано у древнего города майя — Тулум, название которого можно перевести как: частокол или укреплённая стена.
Площадь муниципалитета равна 2018,6 км², что составляет 4,5 % от площади штата, а наиболее высоко расположенное поселение Сан-Исидро, находится на высоте 38 метров.
Он граничит с другими муниципалитетами штата Кинтана-Роо: на севере с Солидаридадом, на востоке с Косумелем, на юге с Фелипе-Каррильо-Пуэрто, на западе граничит со штатом Юкатан, а на востоке омывается водами Карибского моря.

## Учреждение и состав
13 марта 2008 года, согласно постановлению Конгресса штата, был сформирован девятый муниципалитет Тулум, отделив часть территории от муниципалитета Солидаридад, и 19 мая постановление вступило в силу.
По данным 2020 года в его состав входит 177 населённых пунктов, самые крупные из которых:
| Код INEGI                  | Населённый пункт                                                            | Численность населения (2005 год) | Численность населения (2010 год) | Численность населения (2020 год) |
| -------------------------- | --------------------------------------------------------------------------- | -------------------------------- | -------------------------------- | -------------------------------- |
| 009                        | Всего                                                                       | —                                | 28263                            | 46721                            |
| 0001                       | Тулум (исп. Tulum) 20°12′39″ с. ш. 87°27′48″ з. д. (административный центр) | 14790                            | 18233                            | 33374                            |
| 0005                       | Акумаль (исп. Akumal) 20°24′03″ с. ш. 87°19′21″ з. д.                       | 1198                             | 1310                             | 2154                             |
| 0057                       | Коба (исп. Cobá) 20°29′44″ с. ш. 87°44′05″ з. д.                            | 1167                             | 1278                             | 1738                             |
| 0092                       | Франсиско-У-Май (исп. Francisco Uh May) 20°21′52″ с. ш. 87°35′24″ з. д.     | 352                              | 655                              | 1288                             |
| 0052                       | Чан-Чен (исп. Chanchen Primero) 20°24′04″ с. ш. 87°58′06″ з. д.             | 793                              | 875                              | 1078                             |
| 0133                       | Макарио-Гомес (исп. Macario Gómez) 20°21′03″ с. ш. 87°34′33″ з. д.          | 285                              | 510                              | 884                              |
| 0210                       | Сан-Хуан-де-Диос (исп. San Juan) 20°24′58″ с. ш. 87°43′31″ з. д.            | 505                              | 599                              | 770                              |
| 0055                       | Чемуйиль (исп. Ciudad Chemuyil) 20°20′49″ с. ш. 87°21′16″ з. д.             | 1239                             | 1377                             | 548                              |
| —                          | Прочие                                                                      | —                                | 3426                             | 4887                             |
| Названия на карте Генштаба |                                                                             |                                  |                                  |                                  |

## Инфраструктура
По статистическим данным 2020 года, инфраструктура развита следующим образом:
- электрификация: 94,5 %;
- водоснабжение: 68,9 %;
- водоотведение: 92 %.

## Туризм
В муниципалитете находится множество мест, интересных для туризма. Среди них можно выделить следующие:
- Археологическая зона Тулум — руины древнего города майя, являвшегося важным центром поклонения Снисходящему богу.
- Археологическая зона Коба — руины древнего города майя, являвшегося одним из крупнейших городов на Юкатане.
- Сеноты для занятия плаванием, снорклингом. Самыми популярными сенотами являются: Карваш, Эль-Гран, Калавера, Сасиль-Ха и Кристаль.
- Пляжи, выделяющиеся своей красотой, мелким белым песком, бирюзовыми и кристальными водами Карибского моря.

## Фотографии

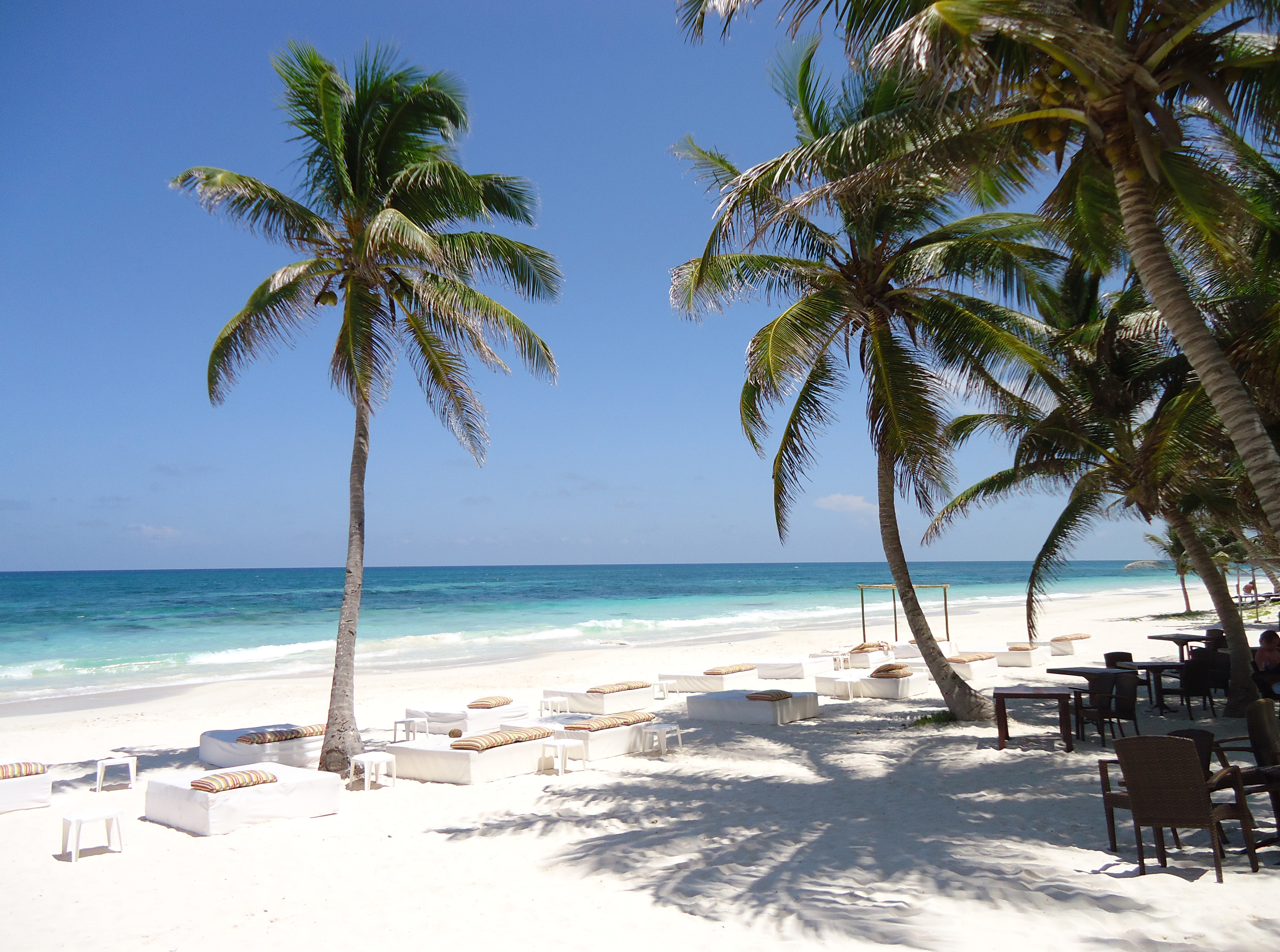
Пляжи муниципалитета
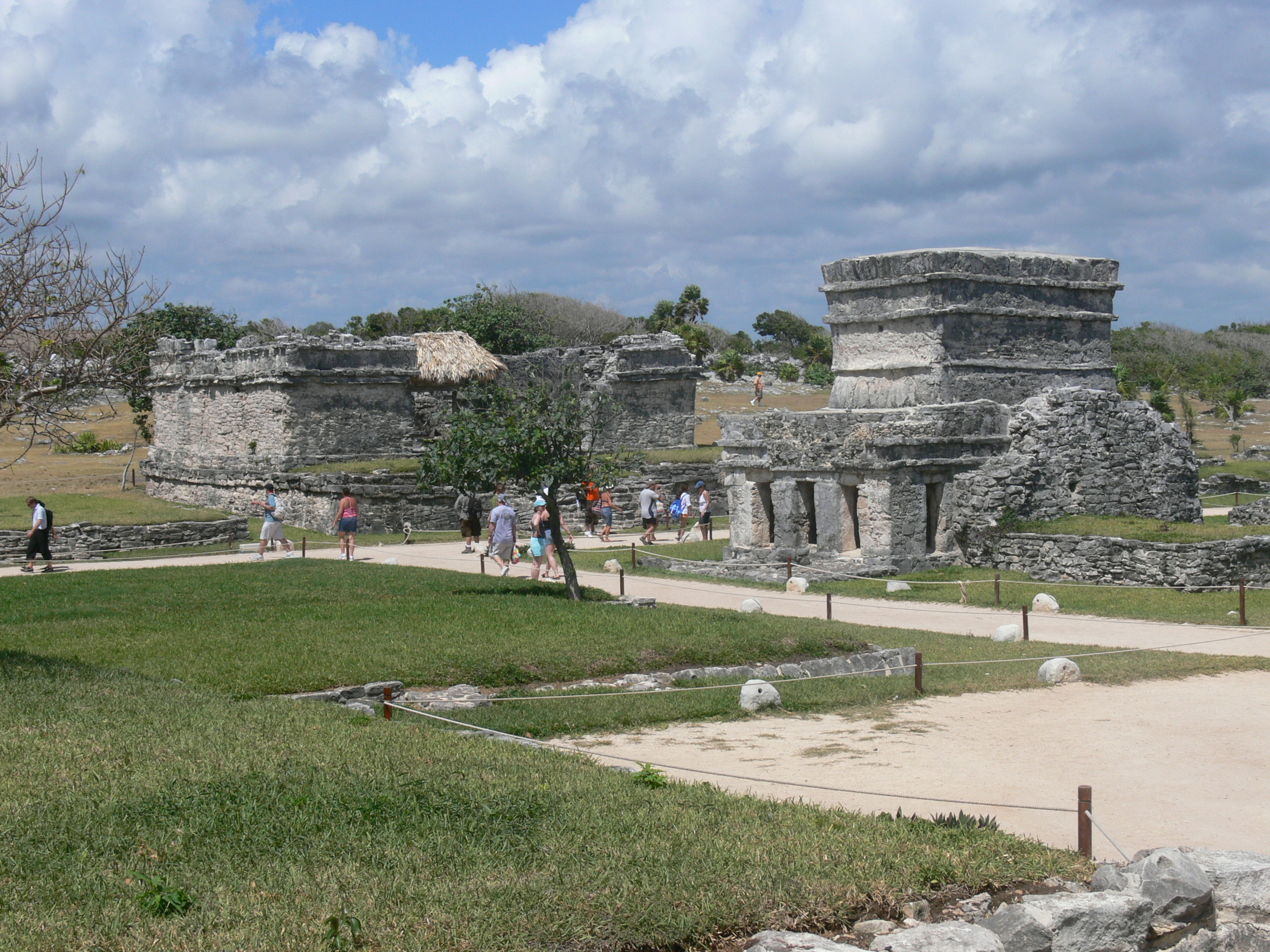
Руины древнего Тулума
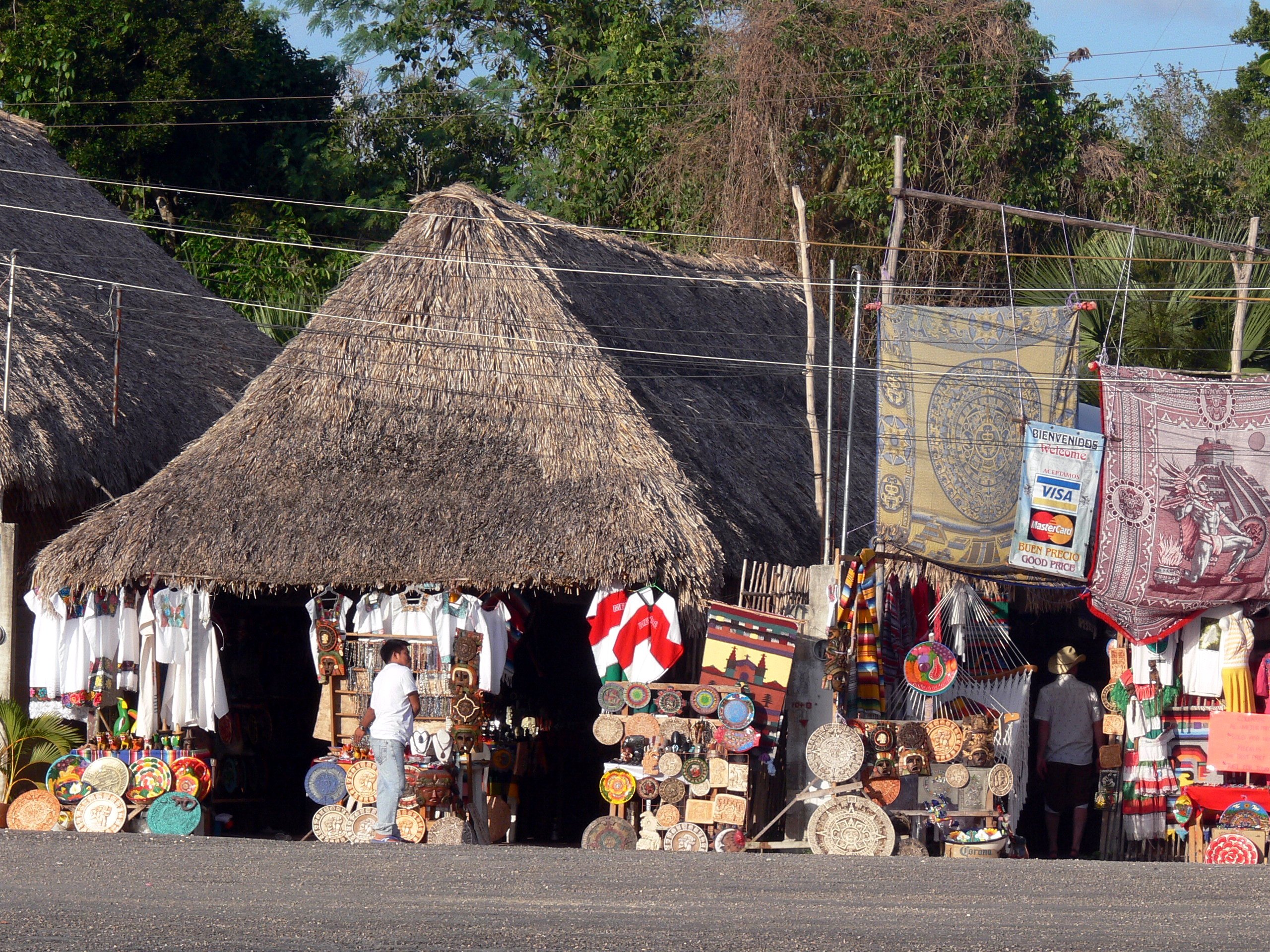
Деревня Коба
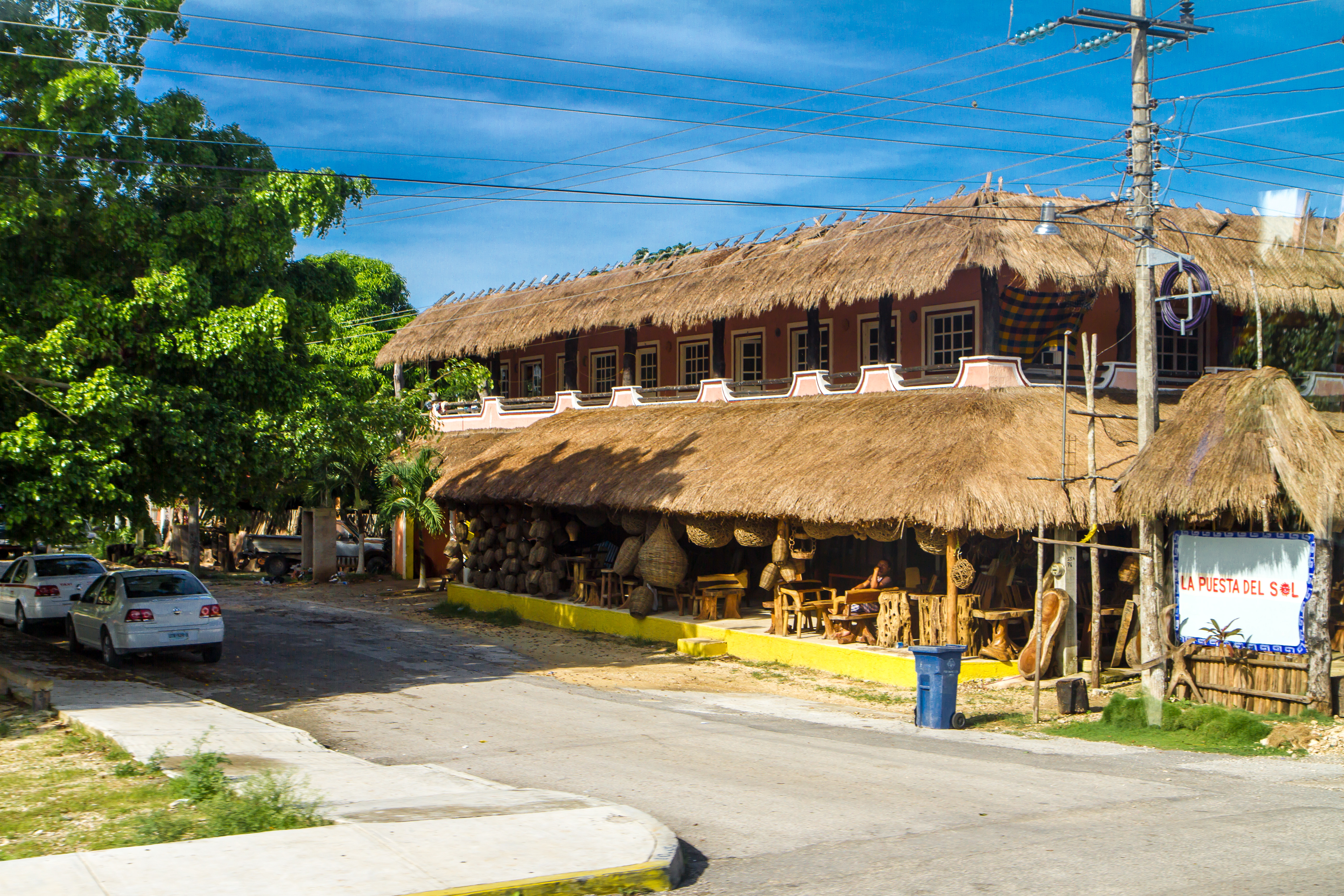
Отель в Франсиско-У-Май
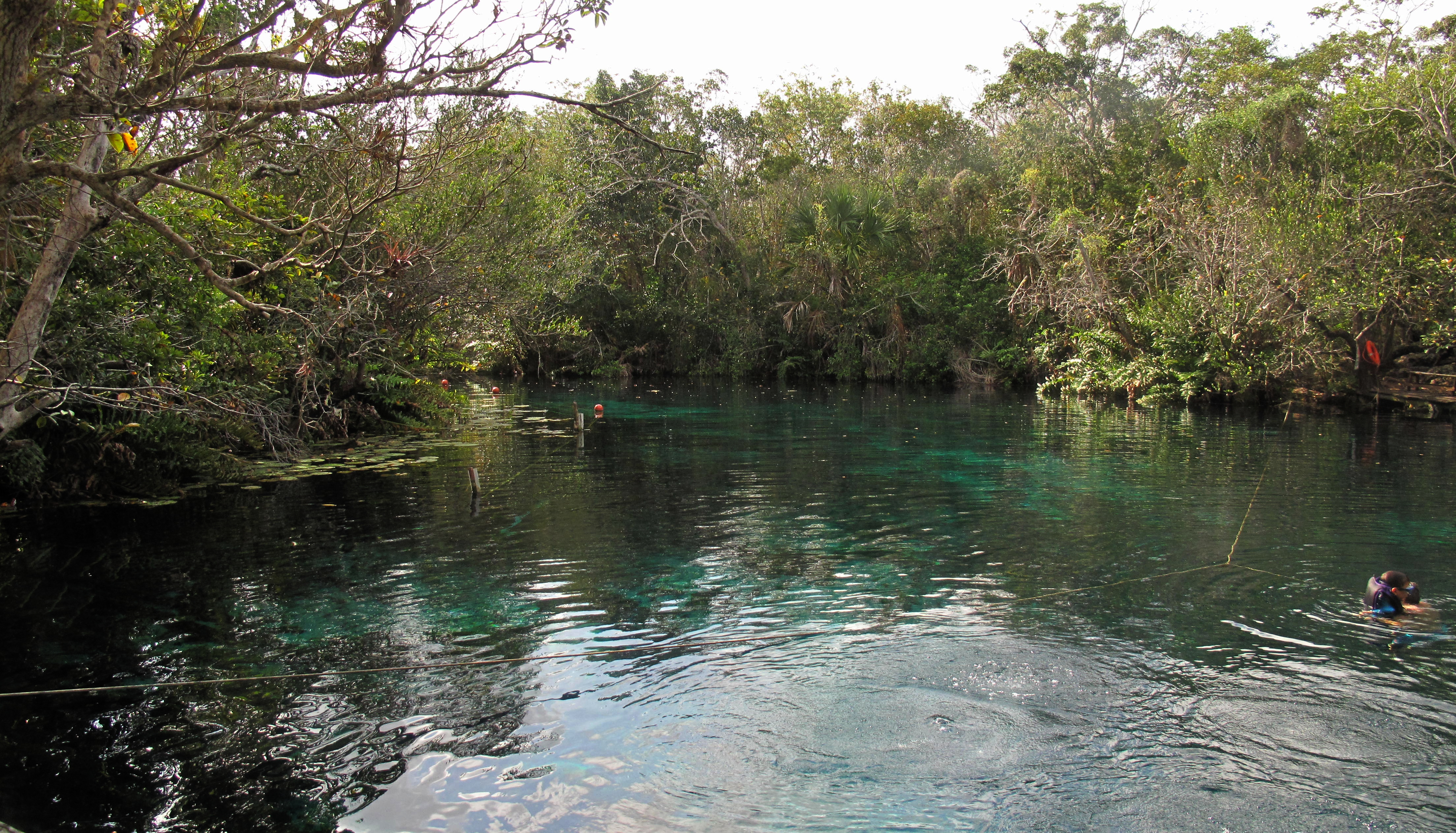
Сенот Карваш